# 叶花苣苔属
叶花苣苔属（学名：Platystemma）也称堇叶苣苔属，是苦苣苔科下的一个属，为小草本植物。该属仅有叶花苣苔（也称堇叶苣苔，Platystemma violoides Wall.）一种，分布于印度西北部、尼泊尔及中国西藏南部。